# Мачухське газове родовище
Мачухське газове родовище — належить до Руденківсько-Пролетарського нафтогазоносного району Східного нафтогазоносного регіону України. Спеціальний дозвіл на експлуатацію родовища належить ПрАТ «Нафтогазвидобування»

## Опис
Розташоване в Полтавській області на відстані 8 км від міста Полтава.
Знаходиться в південній приосьовій зоні Дніпровсько-Донецької западини у межах східної частини Гоголівсько-Абазівської групи піднять.
Структура виявлена в 1978 році. Підняття являє собою симетричну куполоподібну брахіантикліналь, поховану під відкладами верхнього візе; її розміри по ізогіпсі — 5300 м 4,7х3,8 м, амплітуда 310 м. Перший промисл. приплив газу отримано з турнейської карбонатної товщі з інт. 5190-5247 м у 1983 році.
Незважаючи на те, що відкрили це родовище близько чверті століття тому, але перший газ звідси пішов лише у 2008 році. Коли технології дозволили бурити на глибину понад 5 кілометрів. Тепер мачухівські свердловини — серед найглибших в Європі. З 2015 року, коли Україна відмовилася від російського газу, це родовище стало стратегічним об'єктом із забезпечення країни власним паливом. Після 2015 р. збільшена пропускна здатність установки з 1,2 млн м³ газу на добу до 2 м³. Це надає можливість приймати до підготовки додаткові обсяги газу, які будуть отримані після буріння і введення в експлуатацію свердловин перспективного буріння на даному родовищі.
Використовуючи передові технології у 2019 році планувалося в півтора рази збільшити видобуток газу на Мачухському газовому родовищі.
Поклади масивно-пластові, склепінчасті, літологічно обмежені. Складні гірничо-геологічні умови. Режим покладів газовий. Запаси початкові видобувні категорій А+В+С1: газу — 10260 млн. м³.